# Lletra de canvi
Una lletra de canvi és un títol valor de concessió de crèdit a un comprador —el «lliurat» o «pagador»— que incorpora l'ordre de pagar al seu venciment una quantitat de diners determinada a la persona designada en el document —el «lliurador» o «remitent»—, o a l'ordre d'aquesta, a una tercera persona distinta també designada en la lletra de canvi —el «prenedor». Aquest fet l'assimila al rebut bancari, i el diferencia del xec i del pagaré, els quals són emesos per qui ha de realitzar el pagament.

## Història
L'ús de les lletres de canvi es remunta a l'època medieval, concretament a partir del segle xiv. A la Corona d'Aragó en documentem diverses, encara que per la seva naturalesa de ser trencades un cop fetes servir, se'n conserven poques, mostren l'activitat comercial que hi havia en l'arc mediterrani de la Corona d'Aragó. Segons Manuel Sanchis Guarner, la primera lletra de canvi que coneixem lliurada a l'Europa Occidental era valenciana, del 1371 o del 1376 (per tal com totes dues lectures són possibles). Aquest és el text que, sense retocs ortogràfics, apareix en la dita lletra de canvi:
| « | Onorables senyors, nosaltres havem pres ací en Monsó, C florins de cambi de mossén Manuel d'Entença..., vos plàcia complir e donar aquí en València, per ell al honrat En Bernat de Codinachs, vista la present. Per la lletra que us enviam, vos fem saber aquells havíem ops. Plàtia-us, senyors, aquest cambi aja bon compliment. | » |

O aquesta lletra de canvi de 1399 de X sous de Barcelona:
| « | En el nom de Déu, el 18 de desembre de 1399, per aquesta lletra de venciment, pagareu a Brunancio di Guido i Cia., al seu venciment, CCCCLXXII lliures amb X sous de Barcelona. Aquestes 472 lliures i 10 sous, que valen 900 escuts a 10 sous i 6 cèntims per escut, m’han estat pagades per Ricard degl’Alberti i Cia. Pagueu-les de bona gana i de forma correcta i poseu-les al meu compte. Que Déu us guardi. Ghuiglielmo Barbieri. Salut des de Bruges.". | » |

## Funció comercial

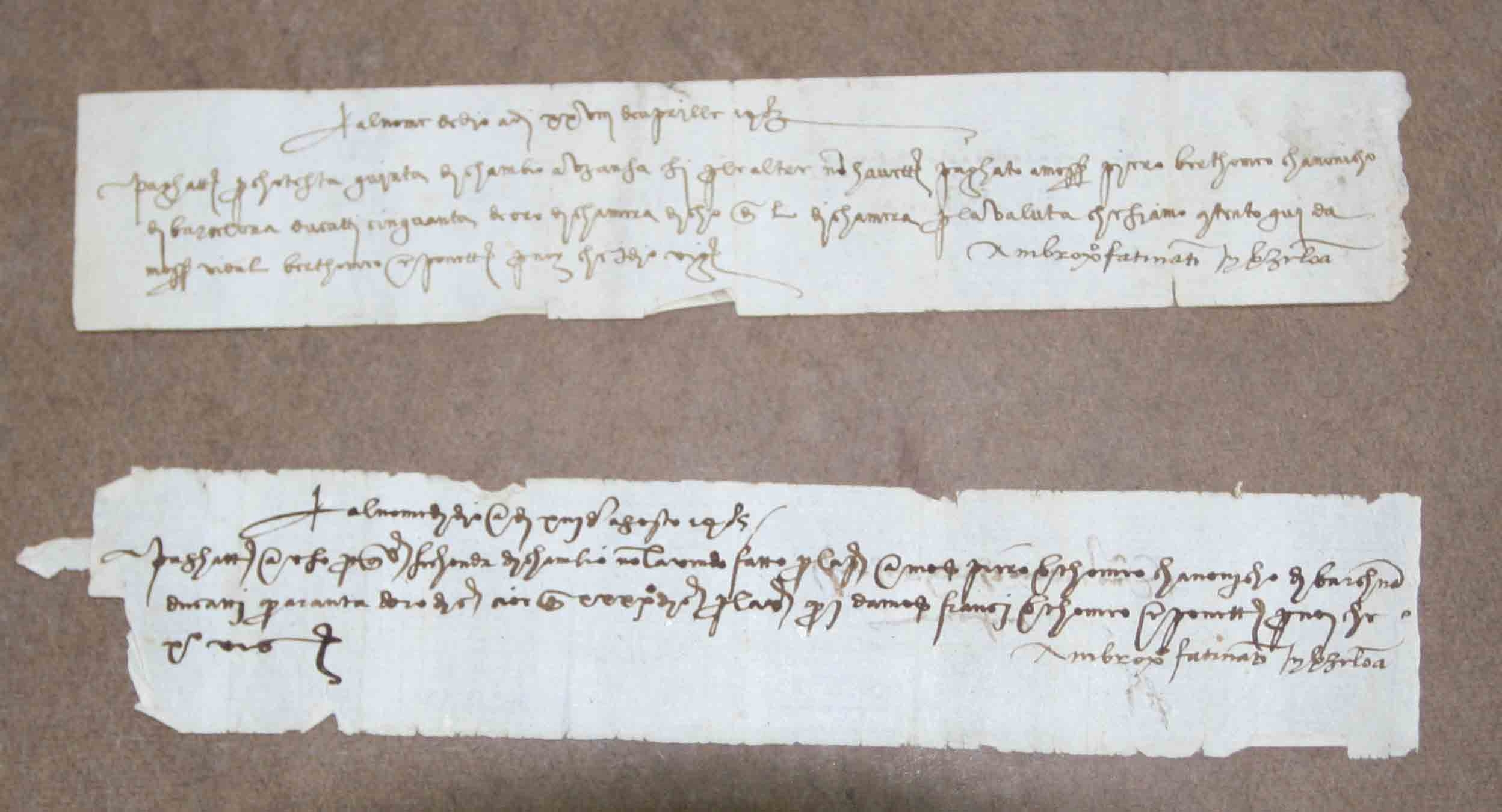
Lletres de canvi lliurades pel mercader italià Fattinelli a Pere Bartomeu, canonge de Barcelona, Francesc Bartomeu i Vidal Bartomeu, notari de Vilafranca. (1483-1484) Arxiu Comarcal de l'Alt Penedès

La lletra de canvi és un mitjà de cobrament de les transaccions comercials que substitueix al cobrament en efectiu i, per tant, és una concessió automàtica de crèdit —ajornar el cobrament—, ja que el venedor emet la lletra de canvi contra l'adquirent, qui en acceptar-la es compromet a pagar la seva compra en una data determinada futura —venciment. A més de ser un mitjà de pagament, la lletra de canvi incorpora la garantia consistent en què si l'acceptant —comprador— no paga al venciment es pot procedir al cobrament forçós mitjançant accions judicials, no només contra ell sinó si es dona el cas, també contra altres possible signants del document que responen de forma solidària. Finalment, la lletra de canvi ofereix la possibilitat de portar-la a descomptar a una entitat financera, de manera que el lliurador, o el prenedor, poden aconseguir que el banc els avanci l'import de la lletra, encara que descomptant una comissió i l'interès corresponent al temps que ha de transcórrer fins al venciment, i a partir d'aleshores serà el banc el que s'encarregarà d'exigir el pagament al deutor. Perquè tingui validesa legal s'ha d'expedir en imprès oficial o timbre emès per l'estat, i ha d'estar firmada pel lliurador i el lliurat. Quan es compra l'imprès oficial ja s'abona l'Impost d'Actes Jurídics Documentats.
Les persones que intervenien en aquesta transacció són:
- "Lliurador", "remitent" o "creditor": persona que emet la lletra de canvi a l'ordre de cobrament-
- "Fiador del valor" o "prenedor": (és optatiu) si no és en favor del lliurador, és en favor del prenedor
- "Lliurat", "pagador" o "deutor": persona que ha de pagar
- "Fiador" o "Avalista": (és optatiu) la persona que garanteix el pagament de la lletra de canvi

## Contingut

### Mandat pur i simple
La lletra posseeix un mandat de pagar una suma incondicional en moneda nacional o el seu equivalent internacional. La suma s'ha d'expressar en nombres i en paraules, junt en la moneda que s'efectuarà el pagament. Si es paga en moneda estrangera, s'ha d'indicar el dia de pagament l'equivalent entre les monedes. Aquest requisit és el que la distingeix dels altres títols de crèdit.

### Nom del Girat
El document ha de contenir els noms i cognoms de la persona física o raó social que haurà de pagar l'obligació estipulada (girat). Si posseeix algun error en el nom, la lletra de canvi queda nul·la. Si són diverses les persones que han de pagar la mateixa lletra, aquesta es gira contra qualsevol d'ells. El girat no és obligat fins que accepti la lletra de canvi.

### Nom del Beneficiari
S'ha d'identificar la persona a qui ha de pagar-se la lletra signada. Pot ser identificada com una persona física o una persona jurídica.

### Data del venciment
El venciment correspon al dia que la lletra ha de ser pagada. El venciment ha de ser una data possible i real. Existeixen quatre tipus de venciments: 
- Lletres girades a dia fix: vencen en aquesta data.
- Lletres lliurades a la vista: vencen en l'acte de la seva presentació al pagament.
- Lletres girades a un termini des de la data: vencen el dia que es compleixi el termini assenyalat.
- Lletres lliurades a un termini des de la vista: el seu venciment es determinarà per la data de l'acceptació o, en defecte d'això, per la del protest o declaració equivalent i, mancant protest, l'acceptació que no dugui data es considerarà, sempre enfront de l'acceptant, que ha estat posada l'últim dia del termini assenyalat per a la seva presentació a l'acceptació. En l'actualitat les lletres de canvi o efectes es lliuren generalment a una data concreta (dia fix).

### Lloc de pagament
La lletra ha d'indicar el lloc que s'ha de presentar la lletra per a pagar, però si aquest falta, la lletra podrà pagar-se en el lloc pactat amb anterioritat amb el receptor del pagament. Actualment les Lletres es domicilien per al seu cobrament en les entitats bancàries, pel que el lloc de pagament és per domiciliació bancària la majoria de les vegades.

### Signatures en la Lletra de Canvi
La signatura d'acceptació és obligatòria, ja que es presenta com a prova que la persona que accepta el cobrament, per la qual cosa no s'accepta la signatura per estampat o mecànics. També la signatura de qui lliura la lletra (girador) i pot estar avalada en aquest cas també la signatura darrere amb l'esment "per aval del..." (generalment "per aval del lliurat").

## L'endós de la Lletra de Canvi
La Lletra pot transmetre's per endós, i aquesta va ser la finalitat inicial de la Lletra de Canvi. En l'actualitat quan s'endossen són generalment a una entitat bancària. L'endós es realitza per la signatura del posseïdor de la lletra en l'inrevés.

## Valuta
Expressa el motiu pel qual el girat haurà de pagar. És una clàusula innecessària que es conserva per tradició, com reminiscència de l'època que la lletra de canvi era títol concret, document probatori d'un contracte de canvi.

## Lletra domiciliada
Ordinàriament s'assenyala com a lloc de pagament el domicili del girat, però pot assenyalar-se el domicili o residència d'un tercer. Això és el que es coneix com a lletra domiciliada, el pagament de la qual haurà de fer-se precisament en el domicili designat. Si el girador no ha establert expressament que el pagament ho farà precisament el girat, s'entendrà que haurà de pagar la lletra el tercer el domicili del qual ha estat designat com lloc de pagament, i qui rep el nom de domiciliatari.

### Classes de domiciliació
La domiciliació pot ser pròpia o impròpia.
- Pròpia: quan a més del diferent domicili hi ha una persona específica (domiciliatari) diferent del girat per a fer efectiu el pagament.
- Impròpia: quan el domicili de pagament és diferent del que posseeix el girat, però el pagament és realitzat per ell.

## Lletra Recomanada
Qualsevol obligat en la lletra pot indicar a una o diverses persones, denominats recomendataris, a qui haurà d'exigir-se l'acceptació o el pagament de la lletra, en cas que el girat es negui a acceptar o a pagar.

## Lletra Documentada
Poden inserir-se en la lletra les clàusules "documents contra acceptació", "documents contra pagament" o les equivalents esmentes "D/A" o "D/P". Això indica que la lletra va acompanyada de certs documents, els quals es lliuren al girat, prèvia acceptació o pagament de la lletra.

## Acceptació
L'Acceptació de la lletra de canvi és l'acte per mitjà del qual el girat estampa la seva signatura en el document, manifestant així la voluntat d'obligar-se canviàriament a realitzar el pagament de la lletra. Una vegada acceptada la lletra, l'acceptant es converteix en el principal obligat, i es constitueix en deutor canviari de qualsevol tenidor de la lletra, fins i tot del mateix girador.

### Acceptació per intervenció
Des dels primers temps de la lletra de canvi, es va establir el costum mercantil que, si el girat negava l'acceptació, un tercer, anomenat interventor, podria presentar-se i acceptar, a fi de salvar la responsabilitat i el bon crèdit d'algun o alguns dels obligats en la lletra. Així va sorgir la figura jurídica de l'acceptació per intervenció, o per honor. Perquè tingui lloc la intervenció és necessari que la lletra es protesti per falta d'acceptació.

## L'Obligació Canviària
Tot signatari s'obliga canviàriament, per estampar la seva signatura sobre un títol de crèdit. L'obligació canviària és autònoma, en el sentit que és independent l'obligació de cada signatari, de tota altra obligació que consti en el títol. No tots els obligats s'obliguen de la mateixa forma: una és l'obligació de retorn del girador, i una altra l'obligació directa del girador acceptant. La realitat és que l'obligat directe està obligat al pagament de la lletra, i l'obligat indirecte "respon" que la lletra serà pagada. L'obligat canviari és deutor cert i actual de la prestació consignada en el títol; el responsable és un deutor en potència, l'obligació de la qual no podrà actualitzar-se, sinó quan el tenidor hagi acudit amb l'obligat directe a exigir el pagament, i hagi realitzat els actes necessaris perquè neixi l'acció de retorn, això és, perquè la simple obligació en potència s'actualitzi.

## Aval
En virtut de l'aval es garanteix en tot o en part el pagament de la lletra de canvi. La persona que realitza el pagament es diu avalista; aquella per qui es presta l'aval rebrà el nom d'avalat. L'avalista es converteix en deutor solidari juntament amb l'avalat i la seva obligació és vàlida, encara que l'obligació garantida sigui nul·la.

## El Pagament
El pagament de la lletra ha de fer-se contra el seu lliurament. És això una conseqüència de la incorporació; però no vol això dir que el pagament fet sense recollir la lletra no sigui vàlid; i en cas que així es fes, podria oposar-se la corresponent excepció de pagament, com a excepció personal, al tenidor ja pagat que pretengués tornar a cobrar la lletra. Si la lletra és pagadora a la vista, haurà de presentar-se per al seu pagament dintre d'un terme de sis mesos a contar de la data de la lletra.

### Pagament Parcial
El tenidor està obligat a rebre un pagament parcial de la lletra; però retindrà la lletra en el seu poder mentre no se li cobreixi íntegrament, anotarà en el cos de la mateixa els pagaments parcials que rebi, i estendrà rebut per separat en cada cas. Conservant els drets contra els altres obligats.

### Pagament per Intervenció
Igual que la lletra pot ser acceptada per intervenció, pot també ser pagada en la mateixa forma per un interventor, que podrà ser un recomendatario, un obligat en la lletra, el girat, o un tercer.

## Protest
El protest és un acte de naturalesa formal, que serveix per a demostrar de manera autèntica, que la lletra de canvi va ser presentada oportunament per a la seva acceptació o per al seu pagament. Es practica el protest per mitjà d'un funcionari que tingui fe pública i s'aixecarà contra el girat o els recomendataris, en cas de falta d'acceptació, i en cas de protest per falta de pagament, contra el girat-aceptant o els seus avalistes. La sanció per la falta de protest és la pèrdua de l'acció canviària de retorn.

## L'Acció Canviària
És l'acció executiva derivada de la lletra de canvi. L'acció canviària és directa o de retorn. Serà directa quan el seu fonament sigui una obligació canviària directa i de retorn quan serveixi per a exigir una obligació canviària de retorn. Conseqüentment serà directa contra l'acceptant i els seus avalistes i de retorn, contra tots els altres obligats de la lletra.